# Saphia Azzeddine
Pour les articles homonymes, voir Azzeddine.
Saphia Azzeddine, née le 12 décembre 1979 à Agadir au Maroc, est une romancière franco-marocaine, également actrice, scénariste et réalisatrice.

## Biographie
Saphia Azzeddine est née à Agadir, au Maroc, d'une mère française d’origine marocaine et d'un père marocain originaire de Figuig (Oriental).
Elle passe le début de son enfance à Agadir et, à neuf ans, vient habiter à Ferney-Voltaire à la frontière suisse. Elle obtient un baccalauréat littéraire puis une licence en sociologie. Avant de se tourner vers l'écriture, elle travaille comme assistante diamantaire à Genève. Ses parents avaient un atelier de couture pour une clientèle fortunée.
En 2002, elle est rédactrice pour un magazine genevois, elle interviewe l'humoriste Jamel Debbouze alors en tournée en Suisse. Il fera partie des « hommes » de sa vie, devenant son compagnon de 2004 à 2006. Au cours de cette période, en 2005, elle publie son premier roman, au succès immédiat, Confidences à Allah. Ce roman connait aussi plus tard un grand succès au théâtre en 2008, adapté par Gérard Gelas, tous les rôles étant interprétés par Alice Belaïdi qui obtient ainsi le Molière de la révélation théâtrale. Il est ensuite adapté en 2015 en bande dessinée par Eddy Simon (scénario) et Marie Avril (dessin).
En 2011, sort le film Mon père est femme de ménage, dont elle est la scénariste et réalisatrice. Le long-métrage est le fruit de l'adaptation de son deuxième roman éponyme, paru en 2009, avec François Cluzet en tête d'affiche. Il remporte le prix du public, lors de sa présentation au Festival international du film de comédie de l'Alpe d'Huez en 2011. Les critiques sont cependant très mitigées, et le box-office plafonne à moins de 300 000 spectateurs.
C'est sept ans plus tard qu'elle dévoile son second long-métrage : la comédie Demi-sœurs, co-réalisée avec François-Régis Jeanne, projette ses trois protagonistes, incarnées par Sabrina Ouazani, Charlotte Gabris et Alice David, dans les beaux quartiers parisiens. Là encore, l'accueil critique est très mitigé et le film ne dépasse pas cette fois 175 000 entrées.

## Filmographie

### Actrice
- 2010 : L'Italien d'Olivier Baroux

### Scénariste et réalisatrice
- 2011 : Mon père est femme de ménage (d'après son roman)
- 2018 : Demi-sœurs (co-réalisé avec François-Régis Jeanne)

## Publications
- 2008 : Confidences à Allah[12], Léo Scheer, 146 p.  (ISBN 2756101192), roman
- 2009 : Mon père est femme de ménage[12], Léo Scheer, 171 p.  (ISBN 978-2-7561-0195-8), roman
- 2010 : La Mecque-Phuket, Léo Scheer, 201 p.  (ISBN 978-2-7561-0263-4), roman
- 2011 : Héros anonymes, Léo Scheer, 121 p.  (ISBN 978-2-7561-0337-2), roman
- 2013 : Combien veux-tu m'épouser ?, Grasset, 336 p.  (ISBN 978-2-246-80437-6), roman
- 2015 : Bilqiss, Stock, 216 p.  (ISBN 978-2-234-07796-6), roman
- 2017 : Sa mère, Stock, 240 p.  (ISBN 978-2-234-08174-1), roman
- 2020 : Mon père en doute encore, Stock, 200 p.  (ISBN 978-2234088177)

## Récompenses et distinctions
- 2008 : prix Nice-Baie-des-Anges pour Confidences à Allah
- 2011 : son film Mon père est femme de ménage reçoit le prix du public Europe 1 lors du Festival international du film de comédie de l'Alpe d'Huez[13].
- 2016 : son roman Bilqiss reçoit le Prix Littéraire des Lycéens et Apprentis de Bourgogne[14] à Dijon